# 東経13度線
東経13度線（とうけい13どせん）は、本初子午線面から東へ13度の角度を成す経線である。北極点から北極海、ヨーロッパ、地中海、アフリカ、大西洋、南極海、南極大陸を通過して南極点までを結ぶ。
東経13度線は、西経167度線と共に大円を形成する。

## 通過する地域一覧
東経13度線は、北極点から南極点まで南に向かって以下の場所を通っている。
| 地理座標                                             | 国土・領土・領海 | 備考 |
| ---------------------------------------------------- | ---------------- | --- |
| 北緯90度0分 東経13度0分 / 北緯90.000度 東経13.000度  | 北極海           | |
| 北緯79度48分 東経13度0分 / 北緯79.800度 東経13.000度 | ノルウェー       | スピッツベルゲン島（スヴァールバル諸島）                                                                         |
| 北緯78度12分 東経13度0分 / 北緯78.200度 東経13.000度 | 大西洋           | ノルウェー海 |
| 北緯68度3分 東経13度0分 / 北緯68.050度 東経13.000度  | ノルウェー       | モスケネス島 |
| 北緯67度53分 東経13度0分 / 北緯67.883度 東経13.000度 | 大西洋           | ノルウェー海 |
| 北緯66度41分 東経13度0分 / 北緯66.683度 東経13.000度 | ノルウェー       | いくつかの島と本土                                                                                               |
| 北緯64度4分 東経13度0分 / 北緯64.067度 東経13.000度  | スウェーデン     | ヴェーネルン湖を通過                                                                                             |
| 北緯55度44分 東経13度0分 / 北緯55.733度 東経13.000度 | エーレスンド海峡 | |
| 北緯55度37分 東経13度0分 / 北緯55.617度 東経13.000度 | スウェーデン     | マルメを通過 |
| 北緯55度23分 東経13度0分 / 北緯55.383度 東経13.000度 | バルト海         | |
| 北緯54度27分 東経13度0分 / 北緯54.450度 東経13.000度 | ドイツ           | メクレンブルク＝フォアポンメルン州 ブランデンブルク州 - ベルリンのすぐ西を通過 ザクセン＝アンハルト州 ザクセン州 |
| 北緯50度26分 東経13度0分 / 北緯50.433度 東経13.000度 | チェコ           | |
| 北緯49度19分 東経13度0分 / 北緯49.317度 東経13.000度 | ドイツ           | バイエルン州 |
| 北緯48度14分 東経13度0分 / 北緯48.233度 東経13.000度 | オーストリア     | |
| 北緯47度51分 東経13度0分 / 北緯47.850度 東経13.000度 | ドイツ           | バイエルン州 - 約3km                                                                                             |
| 北緯47度50分 東経13度0分 / 北緯47.833度 東経13.000度 | オーストリア     | 約13km – ザルツブルクのすぐ西を通過                                                                              |
| 北緯47度43分 東経13度0分 / 北緯47.717度 東経13.000度 | ドイツ           | バイエルン州 |
| 北緯47度28分 東経13度0分 / 北緯47.467度 東経13.000度 | オーストリア     | |
| 北緯46度36分 東経13度0分 / 北緯46.600度 東経13.000度 | イタリア         | フリウリ＝ヴェネツィア・ジュリア州 ヴェネト州                                                                    |
| 北緯45度38分 東経13度0分 / 北緯45.633度 東経13.000度 | アドリア海       | |
| 北緯43度52分 東経13度0分 / 北緯43.867度 東経13.000度 | イタリア         | マルケ州 ウンブリア州 ラツィオ州                                                                                 |
| 北緯41度18分 東経13度0分 / 北緯41.300度 東経13.000度 | 地中海           | ポンツィアーネ諸島（ イタリア）を通過 ウスティカ島（ イタリア）のすぐ西を通過                                    |
| 北緯38度3分 東経13度0分 / 北緯38.050度 東経13.000度  | イタリア         | シチリア - シチリア州                                                                                            |
| 北緯37度31分 東経13度0分 / 北緯37.517度 東経13.000度 | 地中海           | リノーザ島（ イタリア）のすぐ東を通過                                                                            |
| 北緯32度50分 東経13度0分 / 北緯32.833度 東経13.000度 | リビア           | トリポリのすぐ西を通過                                                                                           |
| 北緯23度18分 東経13度0分 / 北緯23.300度 東経13.000度 | ニジェール       | |
| 北緯13度31分 東経13度0分 / 北緯13.517度 東経13.000度 | ナイジェリア     | |
| 北緯9度28分 東経13度0分 / 北緯9.467度 東経13.000度   | カメルーン       | |
| 北緯2度15分 東経13度0分 / 北緯2.250度 東経13.000度   | ガボン           | |
| 南緯2度12分 東経13度0分 / 南緯2.200度 東経13.000度   | コンゴ共和国     | |
| 南緯4度34分 東経13度0分 / 南緯4.567度 東経13.000度   | アンゴラ         | 約15km – カビンダ（飛び地）                                                                                      |
| 南緯4度42分 東経13度0分 / 南緯4.700度 東経13.000度   | コンゴ民主共和国 | |
| 南緯5度53分 東経13度0分 / 南緯5.883度 東経13.000度   | アンゴラ         | |
| 南緯7度34分 東経13度0分 / 南緯7.567度 東経13.000度   | 大西洋           | |
| 南緯9度1分 東経13度0分 / 南緯9.017度 東経13.000度    | アンゴラ         | 約7km – パルメイリーニャス岬（英語版）                                                                           |
| 南緯9度5分 東経13度0分 / 南緯9.083度 東経13.000度    | 大西洋           | |
| 南緯12度47分 東経13度0分 / 南緯12.783度 東経13.000度 | アンゴラ         | |
| 南緯16度59分 東経13度0分 / 南緯16.983度 東経13.000度 | ナミビア         | |
| 南緯19度56分 東経13度0分 / 南緯19.933度 東経13.000度 | 大西洋           | |
| 南緯60度0分 東経13度0分 / 南緯60.000度 東経13.000度  | 南極海           | |
| 南緯69度46分 東経13度0分 / 南緯69.767度 東経13.000度 | 南極大陸         | ドローニング・モード・ランド（ ノルウェーが領有権を主張）                                                        |